# Galopagomyia inoa
Galopagomyia inoa (лат.) — вид серых мясных мух, единственный в составе рода Galopagomyia Bischof, 1904 из подсемейства Paramacronychiinae (Sarcophagidae). Эндемик Галапагосских островов.

## Распространение
Южная Америка: Галапагосские острова (Albemarle, Barrington, Bartolomé, 
Chatham, Hood, Indefatigable, Narborough, South Seymour).

## Описание
Нотоплеврон с 3 крупными первичными щетинками; нижние посткраниальные волоски коричневатые или даже бледные дистально. Высота щеки примерно отчётливо менее 0,5 высоты глаза.